# Psaliodes conspersata
Psaliodes conspersata là một loài bướm đêm trong họ Geometridae.